# Лесовая Лысиевка
Лесовая Лысиевка (укр. Лісова Лисіївка) — село на Украине, находится в Калиновском районе Винницкой области.
Код КОАТУУ — 0521684203. Население по переписи 2001 года составляет 1416 человек. Почтовый индекс — 22461. Телефонный код — 4333.
Занимает площадь 3,67 км².
Адрес местного совета: 22461, Винницкая область, Калиновский р-н, с. Лесовая Лысиевка, ул. Шевченко, 38
В селе действует храм Апостола и Евангелиста Иоанна Богослова Калиновского благочиния Винницкой епархии Украинской православной церкви.

## Известные уроженцы, жители
Слободяник, Игнат Яковлевич  (1902, Лесовая Лысиевка — 1972) — советский инженер-химик, специалист по строительным материалам.